# Дагана
Дагана, або Дага (дзонґ-ке དར་དཀར་ན, Вайлі dardkarnang) — місто в Бутані, адміністративний центр дзонгхагу Дагана.
Зі сходу в Дагану веде відгалуження від основної дороги Вангді-Пходранг — Дампху. До аеропорту Паро приблизно 59 км.
Населення міста становить 1146 осіб (за переписом 2005 р.), а за оцінкою 2012 року — 1248 осіб.
Середньорічні опади становлять 1282 мм/рік. Мінімальна температура +7,5° C, а максимальна 25,3° C.